# Kiss Gy. Csaba
Kiss Gy. Csaba (Budapest, 1945. április 2. – 2025. július 23.) Széchenyi-díjas magyar irodalomtörténész, művelődéstörténész, címzetes egyetemi tanár, az MTA doktora. 1987-ben a Magyar Demokrata Fórum egyik alapító tagja, Dunapataj nagyközség díszpolgára.

## Életpályája
Az Eötvös Loránd Tudományegyetem Bölcsészettudományi Karán, magyar–német szakon szerzett diplomát 1968-ban. 1974–1980 között a Nagyvilág című lap rovatvezetője, 1988–1992 között pedig a Hitel munkatársa volt. 1995-ben az ELTE BTK Művelődéstörténeti Tanszékének docense lett. Dolgozott a Magyar–Lengyel Történész Vegyesbizottságban és a Magyar–Szlovák Történész Vegyesbizottságban is. Tanulmányokat, esszéket, cikkeket írt a közép-európai (elsősorban a lengyel és a szlovák) irodalomról, társadalmi, kulturális kapcsolatokról.
Német, lengyel, francia, szlovák és horvát nyelven beszélt.

### Vendégtanárként külföldi egyetemeken[6]
- Zágrábi Egyetem, 1999–2004
- Konstantin Filozófus Egyetem (Nyitra), 2005–2007
- Károly Egyetem (Prága), 2007–2010
- Varsói Egyetem, 2011–2018

### Közéleti pályafutása

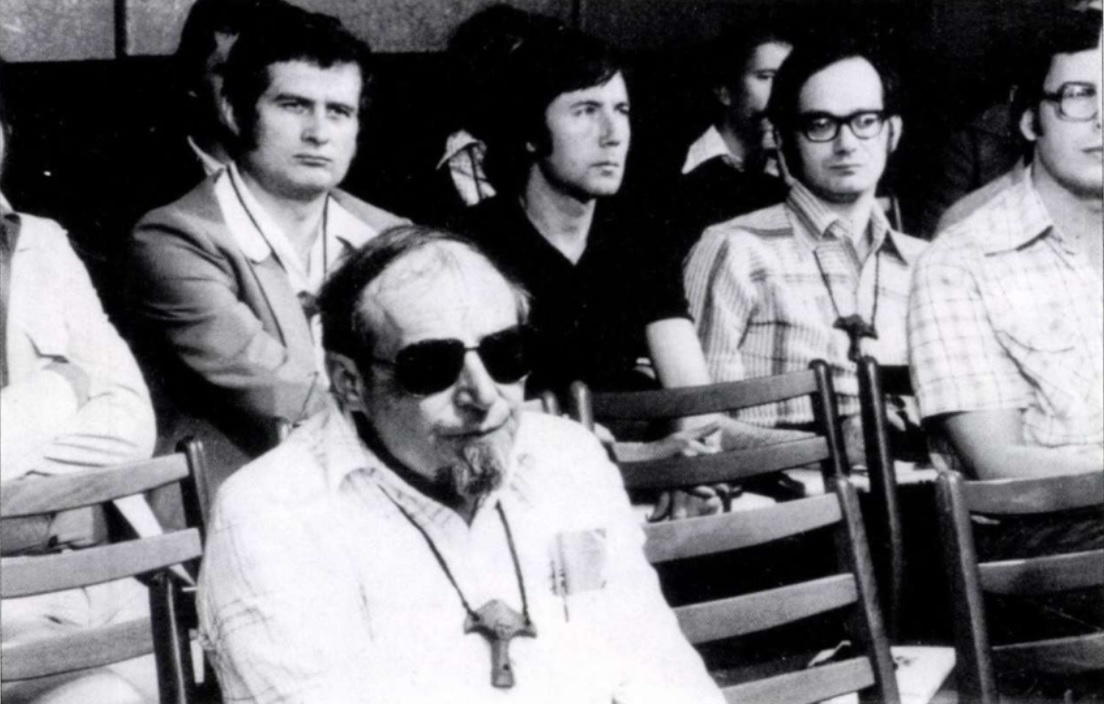
A Fiatal írók lakiteleki találkozóján, 1979-ben, Zám Tibor mögött

1987-ben a Magyar Demokrata Fórum egyik alapítója volt. 1988–1989 között az ideiglenes elnökség, 1989–1993 között a választmány, 1990. június–december között az elnökség tagja volt. 1993-ban kilépett a pártból.

## Főbb munkái[6]

### Önálló művek
- Magyarország itt marad; Kalligram, Pozsony, 1993 (Dominó könyvek)
- Közép-Európa, nemzetek, kisebbségek. Esszék, tanulmányok és cikkek; Pesti Szalon, Budapest, 1993
- Nálunk és szomszéd nemzeteknél. Irodalmi tanulmányok és esszék; Jelenkor, Pécs, 1994 (Kiseurópa sorozat)
- Lengyel napló; Felsőmagyarország, Miskolc, 1997
- A szabadság kísértése. Politikai lecke-szövegek; Széphalom Könyvműhely, Budapest, 1999
- Lengyel napló; jav. utánny.; Felsőmagyarország, Miskolc, 2000
- Nyugaton innen – Keleten túl. Művelődéstörténeti esszék és tanulmányok; Felsőmagyarország, Miskolc, 2000
- A haza mint kert; Nap, Budapest, 2005 (Magyar esszék)
- Ariadné, avagy Bolyongások könyve; Ráció, Budapest, 2007 (Változó Európa)
- A morva himnusz; Ráció, Bp, 2009 (Változó Európa)
- Lekcja Europy Środkowej (válogatott tanulmányok – lengyelül) Nemzetközi Kulturális Központ, Krakkó, 2009
- Hol vagy, hazám? Kelet-Közép-Európa himnuszai. Egy nemzeti jelkép történetéhez; Nap, Budapest, 2011 (Magyar esszék)
- Nemzetek és előítéletek. Esszék, tanulmányok az Adriától a Balti-tengerig; Nap, Budapest, 2013 (Magyar esszék)
- Understanding Central Europe. Nations and stereotypes. Essays from the Adriatic to Baltic Sea; angolra ford. Kató Eszter; Sun [Nap], Budapest, 2013 (Hungarian essays)
- Budimpešta-Zagreb s povratnom kartom (Budapest-Zágráb. Oda-vissza); horvátra ford. Kristina Katalinić; Srednja Europa, Zagreb, 2014
- Budapest – Zágráb. Oda-vissza; Nap, Budapest, 2015 (Magyar esszék)
- Hogy állunk a számvetéssel? Közéleti írások, 1994–2015; Nap, Budapest, 2015 (Magyar esszék)
- Powinowactwa wyszehradzkie. Wspominenia, szkice, eseje; Studio Emka, Warszawa, 2016
- Harminc év után: 1987. Személyes történelem; kronológia, névmutató Marschal Adrienn; Nap, Budapest, 2017 (Magyar esszék)
- Közép-európai találkozásaim. 18 év – 41 arckép; Nap, Budapest, 2018 (Magyar esszék)
- Harminc év után: 1988–1989. Személyes történelem; kronológia, névmutató Marschal Adrienn; Nap, Budapest, 2019 (Magyar esszék)
- Lengyel napló. 1980. szeptember 27–1982. szeptember 5.; Nap, Budapest, 2020 (Magyar esszék)
- Bába Iván–Gyurcsík Iván–Kiss Gy. Csaba: Közép-Európa magyar szemmel; IASK, Kőszeg, 2020 (IASK monográfiák sorozat)
- Harminc év után: 1989–1990. Személyes történelem; Nap, Budapest, 2022 (Magyar esszék)
- A 20. század lengyel irodalmából. Írók, művek, magyar kapcsolatok; Nap, Budapest, 2023 (Magyar esszék)
- Szentimrevárosi Athenas. Írók a XI. kerületben; Nap, Budapest, 2025 (Magyar esszék)

### Válogatás, szerkesztés
- Keleti Golf-áram. Irodalmi útirajzok (társszerkesztő, 1976)
- Hungaro-Polonica (társszerkesztő, 1986)
- Croato-Hungarica (Évkönyv: a magyar-horvát államközösség 900 éve alkalmából). Szerk. Milka Jauk-Pinhakkal és Nyomárkay Istvánnal. Zágráb, 2002
- Fiume és a magyar kultúra. Művelődéstörténeti tanulmányok; szerk. Kiss Gy. Csaba, ford. Ladányi István; ELTE BTK Művelődéstörténeti Tanszék–Kortárs, Budapest, 2004 (Az ELTE BTK Művelődéstörténeti Tanszék kiadványai)
- Magyar írók az Adrián. Új Palatinus Kiadó, Budapest, 2007
- Adriai képek (útirajzok). Új Palatinus Kiadó, Budapest, 2008
- „...Egyenesen szembenézni a sorssal...” (Magyar írók Zbigniew Herbertről). Széphalom Könyvműhely, Budapest, 2008
- „Ott, Északon...” (Magyarok a lengyel szeptemberről). Széphalom Könyvműhely, Budapest, 2009
- Közép-Európa jegyében. Írószövetségek a demokráciáért és a nemzeti függetlenségért; szerk. Kiss Gy. Csaba, Pápay György; Magyar Írószövetség. Arany János Alapítványa–Kortárs, Budapest, 2011 (Tanácskozások az Írószövetségben)
- A másik Magyarország hangja. Dokumentumok az Írószövetség 1986-os közgyűléséről; vál., összeáll. Kiss Gy. Csaba és Szilcz Eszter; Antológia, Lakitelek, 2016 (Retörki könyvek)
- Nemzeti irodalom, kánon, iskola; szerk. Erős Kinga, Kiss Gy. Csaba; Orpheusz, Budapest, 2017
- Dunapataj 1919. Írások, dokumentumok az 1919-es dunapataji népfölkelés történetéhez és emlékezetéhez; összeáll. Kiss Gy. Csaba, Schill Tamás; Dunapatajért Közalapítvány, Dunapataj, 2019
- Fiume és környéke a 19. századi magyar útirajzokban; vál., összeáll. Ćurković-Major Franciska és Kiss Gy. Csaba; Nap, Budapest, 2020 (Magyar esszék)
- Szent Adalberttől a Budapest-Varsó vasútig. Közös visegrádi emlékezethelyek; szerk. Kiss Gy. Csaba, Mészáros Andor; Szent Adalbert Közép- és Kelet-Európa Kutatásokért Alapítvány, Esztergom, 2022
- Magyarságkép szomszédaink tankönyveiben; szerk. Kiss Gy. Csaba; Retörki, Budapest, 2024 (Retörki műhelytanulmányok)

## Díjai, elismerései
- Kodály Zoltán-díj (1997)
- Szolidaritás-emlékérem (lengyel, 2005)[7]
- József Attila-díj (2008)
- A Magyar Köztársasági Érdemrend lovagkeresztje (2011)
- Szlovák és Magyar Külügyminisztérium Jószomszédság díja
- Lengyel Köztársasági Érdemrend tisztikeresztje (2011)
- A Magyar Érdemrend tisztikeresztje (2016)
- Polgári Magyarországért Díj (2017)
- Háromfonat-rend (horvát, 2018)
- Lengyel Köztársasági Érdemrend parancsnoki keresztje (2018)
- Széchenyi-díj (2020)